# Fàbia Menor
Fàbia Menor (en llatí Fabia Minor) va ser una de les dues filles del patrici Marc Fabi Ambust. Es va casar amb Gai Licini Calv Estoló.
La tradició diu que la germana gran, Fàbia Major, es va burlar de la Menor perquè el seu marit no rebia els honors que havia rebut el seu. Finalment Estoló, esperonat per això, amb l'ajuda del seu sogre i en combinació amb Luci Sexti Sextí, va ser l'instigador de les lleis licínies. En tot cas sembla que la història de l'enveja entre germanes no té gaire fonament.